# 科德布洛山口
科德布洛山口（英語：Coldblow Col），是南極洲的山口，位於科羅內申島，屬於南奧克尼群島的一部分，海拔高度300米，在1950年由英國研究隊測量，現時由南極條約體系管理。